# پرواز شماره ۹ بریتیش ایرویز
پرواز شماره ۹ بریتیش ایرویز(به انگلیسی: British Airways Flight 9) یک پرواز از لندن به مقصد آوکلند بود که با ۲۴۸ مسافر و ۱۵ خدمه بودند، در تاریخ ۲۴ ژوئن ۱۹۸۲ دچار سانحه شد .

## شرح حادثه
این پرواز بر فراز یک کوه آتشفشان پرواز می‌کرد که خاکستر و دود کوه آتشفشان باعث از کار افتادن موتور ها شد ولی خلبان ها توانستند هواپیما را فرود اظطراری کنند